# 克利須那縣

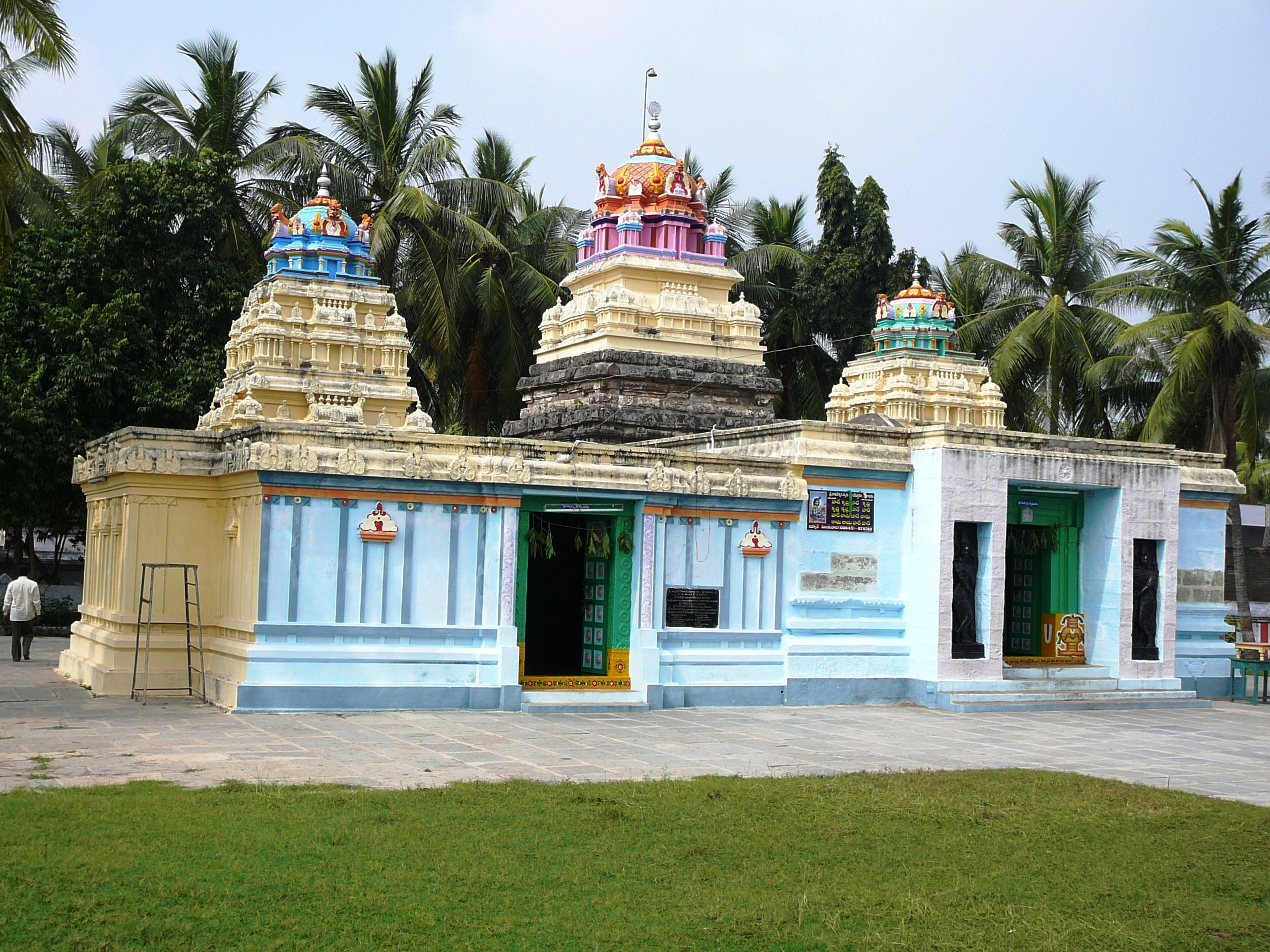

克利須那縣（Krishna district）是印度的一個縣，位於該國東南部，由安得拉邦負責管轄，面積8,727平方公里，每年平均降雨量998毫米，2011年人口4,529,009，人口密度每平方公里519人。